# Dancing Shoes
Dancing Shoes är den svenska sångerskan Septembers tredje studioalbum, utgivet den 26 september 2007. Vid den här tiden hade September även fått ett genombrott internationellt med framförallt singlarna Cry for You och Can't Get Over.

## Låtförteckning
Alla såner skrivna av Jonas Von Der Burg, Anoo Bhagavan och Niclas Von Der Burg.
| Nr      | Titel                            | Tid  |
| ------- | -------------------------------- | ---- |
| 1.      | "Candy Love"                     | 2:50 |
| 2.      | "Until I Die"                    | 3:46 |
| 3.      | "My Neighbourhood"               | 3:07 |
| 4.      | "Can't Get Over" (singelversion) | 3:05 |
| 5.      | "Because I Love You"             | 3:17 |
| 6.      | "Taboo"                          | 3:47 |
| 7.      | "Follow Me"                      | 3:35 |
| 8.      | "R.I.P."                         | 3:52 |
| 9.      | "Start It Up"                    | 3:08 |
| 10.     | "Just An Illusion"               | 3:45 |
| 11.     | "Sad Song"                       | 3:00 |
| 12.     | "Freaking Out"                   | 3:29 |
| Bonus   |                                  |      |
| 13.     | "Cry For You" (singelversion)    | 3:29 |
| Videoer |                                  |      |
| 1.      | "Can't Get Over"                 | 3:13 |
| 2.      | "Cry for You"                    | 3:30 |

## Listplaceringar
| Lista (2007) | Placering |
| ------------ | --------- |
| Sverige      | 12        |